# Noriaki Kasai
Pour les articles homonymes, voir Kasai.
Noriaki Kasai (葛西 紀明, Kasai Noriaki) est un sauteur à ski japonais, né le 6 juin 1972 à Shimokawa (Hokkaido, Japon). Il remporte deux médailles d'argent olympiques à vingt ans d'écart, et détient des records de huit participations aux Jeux d’hiver ou de plus de 560 épreuves de Coupe du monde disputées depuis ses débuts en 1988. Il est aussi le plus vieux vainqueur d'une manche de Coupe du monde de tous les temps et a été champion du monde de vol à ski.

## Carrière
Noriaki Kasai, membre du club de ski de Tsuchiya Home et déjà dominateur en junior au Japon dans les années 1980, entre en équipe nationale en 1989, prenant part à la Coupe du monde et aux Championnats du monde à Lahti, sans obtenir de résultat significatif.
Dès la deuxième étape de la Coupe du monde 1989-1990, Kasai s'immisce dans le top dix à Lake Placid, où il est neuvième et septième. Il est plus tard dans l'hiver troisième d'une épreuve par équipes à Lahti, soit son premier podium. Il n'égale pas ces performances en 1991, étant plus souvent au-delà du top trente.
Noriaki Kasai monte sur ses premiers podiums lors de la saison 1991-1992, obtenant un succès à Harrachov puis remporte son premier titre majeur lorsqu'il devient champion du monde de vol à ski sur le tremplin Čerťák d'Harrachov, en Tchécoslovaquie. En 1992-1993, il enregistre le meilleur classement général de sa carrière dans la Coupe du monde, le troisième rang, grâce notamment à trois nouvelles victoires et est deuxième de la Tournée des quatre tremplins, derrière Andreas Goldberger. En 1994, il gagne une manche à Murau, avant de connaître une disette pendant quatre ans, qui coincide avec une non sélection aux Championnats du monde 1995 et 1997. Aux Jeux olympiques d'hiver de 1998, il est seulement inscrit sur la compétition en petit tremplin, qu'il conclut au septième rang, alors que l'équipe japonaise, sans lui, remporte le titre olympique. Il refait parler de lui ensuite à Planica, où il gagne sa sixième épreuve individuelle de Coupe du monde.
Revenu au dixième rang mondial, il fait mieux encore en 1998-1999, puisqu'il établit son record personnel de victoires en une saison s'imposant six fois, dont sur une manche de la Tournée des quatre tremplins, qu'il achève au deuxième rang, ou encore la prestigieuse compétition à Holmenkollen. Il occupe alors le troisième rang au classement général, comme en 1993.
La première moitié des années 2000 est fructueuse pour lui, puisqu'il ajoute trois victoires à son compteur entre 2001 et 2004. Ses classements généraux se dégradent ensuite, puis remontant de niveau en 2009 et 2010, où il réintègre le top vingt. En 2010, il est de nouveau présent aux Jeux olympiques, sur l'édition de Vancouver, où il prend le huitième rang au grand tremplin.
En 1994, aux Jeux olympiques à Lillehammer en Norvège, il a obtenu une médaille d'argent par équipes au grand tremplin, qui aurait pu se transformer en or sans le saut raté de Masahiko Harada et se classe cinquième au petit tremplin. 20 ans plus tard, il obtient sa première médaille individuelle, en argent au grand tremplin lors des Jeux de Sotchi juste derrière Kamil Stoch qui gagne grâce à une meilleure note de style. Kasai devient le quatre médaillé olympique le plus âgé de l'histoire. Lors de ces jeux, il gagne aussi la médaille de bronze avec Taku Takeuchi, Daiki Itō et Reruhi Shimizu.
Dans les championnats du monde de ski nordique, il possède sept médailles dans sa collection : deux médailles d'argent par équipe en 1999 à Ramsau (Autriche) et 2003 à Val di Fiemme (Italie), deux médailles de bronze individuelles, sur petit et grand tremplin, également en 2003, et deux médailles de bronze par équipe en 2007 à Sapporo, en 2009 à Liberec et 2015 Falun.
Sa carrière se continue dans les années 2010, puisqu'en août 2013, à 41 ans, 21 ans après sa première victoire au plus haut niveau, il gagne le Grand Prix d'Hakuba le 24 août 2013, comme il l'avait déjà fait en 2009. Âgé de 41 ans et 7 mois, il décroche sa seizième victoire en Coupe du monde sur le tremplin de vol à ski de Kulm (Autriche) devenant du même coup le plus vieux vainqueur d'une épreuve de Coupe du monde. Ce record était auparavant détenu par son compatriote Takanobu Okabe qui avait gagné le 10 mars 2009 à Kuopio sur le tremplin de Puijo, à l'âge de 38 ans.
Le 29 novembre 2014, il bat un nouveau record en devenant le plus vieux skieur vainqueur d'une épreuve de Coupe du monde de la FIS en gagnant à Kuusamo sa dix-septième victoire.
En 2016, il reçoit la Médaille Holmenkollen, plus importante distinction du ski nordique.
En 2017, alors âgé de 44 ans, il monte sur ses 62e et 63e podiums individuels dans la Coupe du monde (ses derniers à ce jour), à Vikersund et Planica, deux tremplins de vol à ski, sa spécialité. En mars 2019, il est encore sur le podium lors d'une épreuve par équipes à Oslo.
Participant depuis 1989 à des compétitions internationales, Kasai détient le record de départs en Coupe du monde (plus de 500) et de participations aux Jeux olympiques pour un sauteur.
En 2018, il est présent aux Jeux olympiques de Pyeongchang et devient le premier sportif à participer à huit éditions des Jeux d'hiver et y est le porte-drapeau de la délégation japonaise. Il annonce qu'il vise une médaille aux Jeux olympiques 2022.

## Palmarès

### Jeux olympiques
| Épreuve / Édition | Albertville 1992 | Lillehammer 1994 | Nagano 1998 | Salt Lake City 2002 | Turin 2006 | Vancouver 2010 | Sotchi 2014 | Pyeongchang 2018 |
| Petit tremplin    | 31e              | 5e               | 7e          | 49e                 | 20e        | 17e            | 8e          | 21e              |
| Grand tremplin    | 26e              | 14e              | —           | 41e                 | 12e        | 8e             | Argent      | —                |
| Par équipes       | 4e               | Argent           | —           | —                   | 6e         | 5e             | Bronze      | —                |

### Championnats du monde
| Épreuve / Édition | Épreuve / Édition | Lahti 1989 | Val di Fiemme 1991 | Falun 1993 | Ramsau 1999 | Lahti 2001 | Val di Fiemme 2003 | Oberstdorf 2005 | Sapporo 2007 | Liberec 2009 | Oslo 2011 | Val di Fiemme 2013 | Falun 2015 | Lahti 2017 |
| Petit tremplin    | Petit tremplin    | 54e        |                    | 10e        | 5e          | 8e         | Bronze             | 21e             | 34e          | 30e          | 26e       | 35e                | 35e        | 28e        |
| Grand tremplin    | Grand tremplin    | 57e        | 36e                | 7e         | 10e         | 19e        | Bronze             | 36e             | 24e          | 32e          | 24e       | 22e                | 11e        | 32e        |
| Par équipes       | PT                |            |                    |            | 4e          |            |                    | 9e              |              |              | 5e        |                    | Bronze     |            |
| Par équipes       | GT                |            |                    | 5e         | Argent      | 4e         | Argent             | 10e             | Bronze       | Bronze       | 6e        | 5e                 | 4e         | 7e         |

 * GT : Grand tremplin ; PT : Petit tremplin, mixte à partir de 2013 

### Championnats du monde de vol à ski
| Épreuve / Édition | Vikersund 1990 | Harrachov 1992 | Planica 1994 | Kulm 1996 | Vikersund 2000 | Planica 2004 | Oberstdorf 2008 | Planica 2010 | Harrachov 2014 | Kulm 2016 | Oberstdorf 2018 |
| Individuel        | 23e            | Or             | 19e          | 24e       | 5e             | 24e          | 35e             | 12e          | 4e             | 5e        | 25e             |
| Par équipes       |                |                |              |           |                | 5e           | 7e              |              |                |           |                 |

### Coupe du monde
- Meilleur classement général : 3e en 1993 et 1999.
- 2e du classement du vol à ski en 1999 et 2014.
- 2e de la Tournée des quatre tremplins 1992-1993 et Tournée des quatre tremplins 1998-1999.
- 640 départs (569 individuels et 71 en équipe) en coupe du monde.
- 82 podiums : 
  - 63 podiums en épreuve individuelle : 17 victoires, 13 deuxièmes places et 33 troisièmes places.
  - 19 podiums en épreuve par équipe dont : 3 victoires.

 Palmarès au 10 mars 2019

#### Victoires individuelles
| Année | Lieu |
| 1992  | Harrachov (République tchèque)                                                                          |
| 1993  | Garmisch-Partenkirchen (Allemagne), Predazzo (Italie), Lahti (Finlande)                                 |
| 1994  | Murau (Autriche)                                                                                        |
| 1998  | Planica (Slovénie)                                                                                      |
| 1999  | Innsbruck (Autriche), Willingen x2 (Allemagne), Trondheim (Norvège), Oslo (Norvège), Planica (Slovénie) |
| 2001  | Garmisch-Partenkirchen (Allemagne)                                                                      |
| 2003  | Willingen (Allemagne)                                                                                   |
| 2004  | Park City (États-Unis)                                                                                  |
| 2014  | Kulm (Autriche)                                                                                         |
| 2015  | Kuusamo (Finlande)                                                                                      |

#### Différents classements en Coupe du monde
| Année     | Classement général final |
| 1989-1990 | 24e                      |
| 1991-1992 | 9e                       |
| 1992-1993 | 3e                       |
| 1993-1994 | 6e                       |
| 1995-1996 | 36e                      |
| 1996-1997 | 17e                      |
| 1997-1998 | 10e                      |
| 1998-1999 | 3e                       |
| 1999-2000 | 15e                      |
| 2000-2001 | 4e                       |
| 2001-2002 | 23e                      |
| 2002-2003 | 13e                      |
| 2003-2004 | 8e                       |
| 2004-2005 | 16e                      |
| 2005-2006 | 21e                      |
| 2006-2007 | 26e                      |
| 2007-2008 | 34e                      |
| 2008-2009 | 15e                      |
| 2009-2010 | 17e                      |
| 2010-2011 | 25e                      |
| 2011-2012 | 51e                      |
| 2012-2013 | 24e                      |
| 2013-2014 | 5e                       |
| 2014-2015 | 6e                       |
| 2015-2016 | 8e                       |
| 2016-2017 | 15e                      |
| 2017-2018 | 26e                      |
| 2018-2019 | 37e                      |

### Grand Prix
- 4e du classement général en 2001.
- 11 podiums individuels, dont 2 victoires.